# زبیگنیف زاپاشیه‌ویچ
زبیگنیف یان زاپاشیه‌ویچ (لهستانی: Zbigniew Jan Zapasiewicz؛ ‏ ۱۳ سپتامبر ۱۹۳۴ – ۱۴ ژوئیهٔ ۲۰۰۹) بازیگر، استاد دانشگاه و کارگردان نمایش اهل لهستان بود. وی بین سال‌های ۱۹۷۱ تا ۲۰۰۹ میلادی فعالیت می‌کرد.
از فیلم‌ها یا برنامه‌های تلویزیونی که وی در آن نقش داشته است، می‌توان به سرنوشت‌های لهستانی، مادر پادشاهان، ... من مخالفم، کونگ-فو، در روز روشن، شور، طریق هستی، جذابیت فریبنده، پشت یک دیوار، راه‌ها در میان شب، بازدید، مکمل، امر ضروری، عنصر نامطلوب، مرشد و مارگاریتا، قماری بالاتر از زندگی، فیلمی کوتاه درباره کشتن، شکنجه، سالی از خورشید خاموش، سرزمین موعود، دوشیزگان ویلکو و امید اشاره کرد.